# Ironi
Ironi (af græsk eironeia ‘forstillelse’, ‘spot’ af eiron ‘hykler’) er en særlig måde at udtrykke sig på, hvor en person siger det modsatte af, hvad han eller hun mener. Ironien kan f.eks. bruges til at lave sjov eller til at demonstrere uholdbarheden af et synspunkt på en måde, der virker mindre aggressiv.
I ironien er der et mismatch mellem påstanden, personen og konteksten. Det kan f.eks. være et mismatch mellem personens velkendte holdninger og det han/hun siger. Ofte sørger afsenderen bevidst for et tegn i kommunikationen, så modtageren kan forstå, at det ikke oprigtigt ment. I den tvetydige kommunikation er ofte en udfordringen for modtageren. Hvis det, der bliver sagt, ikke stemmer overens med kropssproget eller tonen, så er det modtagerens opgave at afkode betydningen. Det kan f.eks. et blink med øjet og et skævt smil, mens afsenderen siger "Om en måned bliver du hurtigere end verdensmesteren!". Ironien virker efter hensigten, hvis modtageren er i stand til at gennemskue den. Her er den fælles kultur ofte central.
Nogle af de ironiske virkemidler er:
- Overdrivelse, hvor han beskriver så vidtrækkende følger (fordele eller ulemper) af et synspunkt eller en handling, at det efterhånden viser modparten, at holdningen eller handlingen faktisk ikke er så betydningsfuld.
- Underdrivelse, som er den modsatte virkning, hvor et vidtfavnende begreb snævres ind til det allermest ligegyldige indhold og viser, at det er langt mere betydningsfuldt.
- Selvmodsigelse, hvor ironikeren først ytrer ét, og så mere eller mindre åbenlyst ytrer det modsatte.
- Åbenlys usandhed, hvor situationen klart står i modsætning til en given ytring, således at ytringen først virker absurd, indtil det indses, at ironikeren mener det modsatte.

## Typer ironi
- Retorisk ironi bruges ved at udtrykke et forhold med ord, som betegner dens modsætning. "Dette er sandelig et nydelig vejr", og det er uvejr!
- Skæbnens ironi kan udtrykkes uden ord, når de faktiske omstændigheder dementerer forventningene.
- Sokratisk ironi er en spørgsteknik: spørgeren giver udtryk for uvidenhed (naivitet) – det Sokrates kaldte en "jordemorsteknik" for at afsløre og vise modpartens svage position og få ham til at opgive sin indbildte viden og blive "forløst" til den sande indsigt. Platon beskriver teknikken yderst vittigt.
- Romantisk ironi er den skabte illusion, som digteren bryder bevidst.
- Tragisk ironi bruges, når en person siger replikker, som har dobbelt betydning: en for personen selv og en anden for tilhørerne. Publikum forberedes gennem tidligere replikker, så forfatterens egentlige meninger allerede er kendt. Tonefald og kropssprog bidrager til genkendelsen af ironi.
- Romersk ironi blev benyttet ved offentlige taler. Ordene havde den modsatte mening eller hensigt. Advokaten Cicero mestrede den. William Shakespeare efterligner romersk ironi i sit teaterstykke Julius Cæsar. I det lader han Marcus Antonius sige "Venner, romere, landsmænd, lån mig ører! Jeg er kommet for at begrave Cæsar, ikke for at prise ham." I monologen benytter han ironi til at rose Julius Cæsar: han vælger ord som tilsyneladende støtter snigmorderne.
- Komisk ironi findes i Jane Austens romaner, som Stolthed og fordom, som åbner med et postulat: "Det er en almindelig udbredt opfattelse, at en velhavende ungkarl absolut må mangle en kone.» I den følgende scene forrådes postulatet: "En rig ung mand, som er flyttet til nabolaget, er ikke kommet for at finde sig en hustru." Derefter bliver det oplagt, at Austin mener det modsatte: kvinder eller deres mødre har altid behov for eller er på jagt efter en ægtemand. Ironien uddybes og fortællingen ender med dobbeltbryllup.
- Selvironi: er ironi der er rettet imod en selv, og som viser at man er i stand til at vurdere sig selv på en kritisk og humoristisk måde.

## Ironi uden ord
Normalt indbefatter ironi ord, men den omfatter i virkeligheden alle ytringer og kan udelukkende være handlinger: Hvis en person har talt overbevisende imod en bestemt handling, kan en ironisk ytring gøre, at han eller en tilhører demonstrativt gør lige præcis det, der er blevet talt imod.
Ironi kan indskrænkes til begivenheder, 'skæbnens ironi'. Skæbnens ironi bruger samme virkemidler som den sproglige ironi, men begivenheder. Således kan det opfattes ironisk, at begivenheder foregår, mens andre begivenheder straks ændrer billedet. Alanis Morissette giver i sit hit "Ironic" fra 1995 nogle eksempler på skæbens ironi: It's like a traffic jam/When you're already late/He won the lottery/And died the next day (Overs.: Det [skæbnens ironi] er som en traffikprop/når man allerede er for sent på den/Han vandt lotteriet/og døde næste dag). I det første tilfælde er det ironisk, at trafikproppen kun har en lille betydning, fordi man alligevel kommer for sent. Altså en slags subtil 'underdrivelse'. I det andet tilfælde er det ironisk, at gevinsten viste, at guderne så nådigt på den heldige vinder, mens hans (skæbnebestemte) død dagen efter viser det stik modsatte.
Visse teoretikere – de såkaldte præskriptivister – mener, at ordet ironi bruges fejlagtigt, hvis det i disse sammenhænge, kun henviser til uheldige omstændigheder. Man kan selvfølgelig sige, at det er klart at skæben ingen ironi kan udtrykke, hvis skæbnen ikke eksisterer, – selvom mennesker åbenbart ikke kan lade være med at tolke begivenheder, som om der var en skæbne til. Men er selve det forhold i så fald ikke ironisk?

## Ironi i kulturen
Ironi siges have en så prominent plads i den danske kultur, at den kan besværliggøre kommunikationen med andre kulturer.
Ironi bruges af danskere blandt venner, som straks kan gennemskue den. Ironi kan også bruges i den offentlige debat – fx i form af et glødende avisindlæg om et vanvittigt forslag – men risikoen er stor for at visse tungt opfattende læsere ikke forstår ironien.
Hvis ironien ikke opfattes straks, kan det virke fornærmende: Man blev narret, og man kan let tro, at ironikeren antyder, at man ikke er så hurtig i opfattelsen. Ironi har dog ikke det formål at fornærme, skade eller håne, som sarkasme har. Der er en fin grænse imellem ironi og sarkasme: Ironien i sig selv er aldrig ondsindet, selv om en ondsindet ytring også kan have et ironisk indhold. Et eksempel: "Du minder mig om en gris, men det skal du ikke være ked af, da jeg finder grise nogen af de mest respektable dyr i verden."
I skriftsproget markeres ironi ved brug af smileys, for eksempel ;-) – et blink i øjet skrevet med tegn. Dermed markeres der, at der her er noget usagt, ironisk.
Denne praksis kan også bruges i andre sammenhænge som i slutningen på en tør debat.

### Ironi i verdenslitteraturen
Sokrates beskrives af Xenophon, Platon og Aristofanes som den største ironiker fra den klassiske græske oldtid.[kilde mangler]
Digteren Poul Martin Møller skrev i 1835 en ganske lille artikel om ironi. Den var på fem sider og blev først trykt i 1842.
Indholdet diskuterede han med Søren Kierkegaard inden denne skrev sin magisterkonferens om ironi med titlen: Om Begrebet Ironi med stadigt Hensyn til Socrates. Kierkegaard forsvarede afhandlingen den 29. september 1841 og konfereredes med magistergraden den 26. oktober 1841.

## Henvisning
1. ↑  ironi | lex.dk – Gyldendals Teaterleksikon
2. ↑  Søren Askegaard, Martine Cardel Gertsen & Tage Koed Madsen (1991). "Danske kulturbarrierers betydning for virksomhederne". Ledelse og Erhvervsøkonomi/Handelsvidenskabeligt Tidsskrift/Erhvervsøkonomisk Tidsskrift. 55. Arkiveret fra originalen 29. september 2019. Hentet 29. juli 2010.